# Buchema hadromeres
Buchema hadromeres is een slakkensoort uit de familie van de Horaiclavidae. De wetenschappelijke naam van de soort is voor het eerst geldig gepubliceerd in 1927 door Melvill.